# Tarabuco

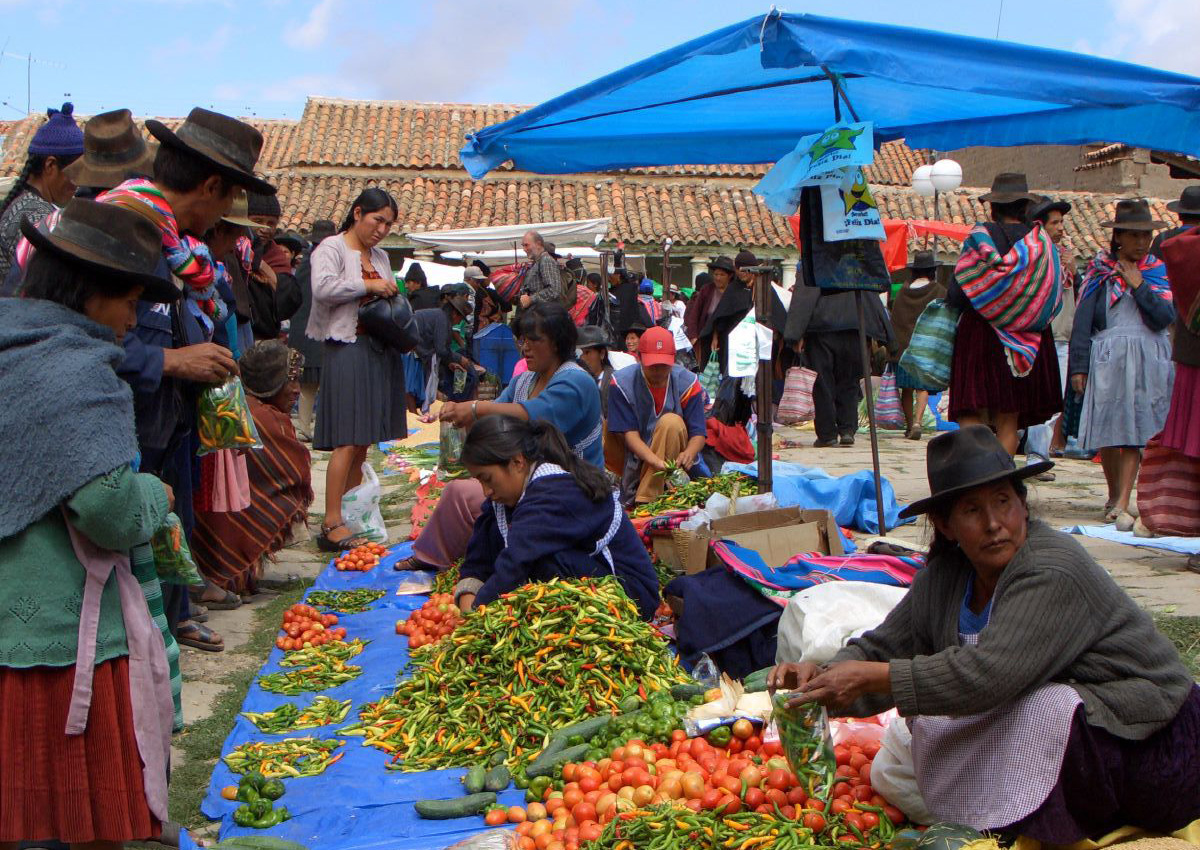
Tarabuco

Tarabuco är en ort i den bolivianska provinsen Yamparáez i departementet Chuquisaca.